# بلدة وانتج (نيو جيرسي)
بلدة وانتج (بالإنجليزية: Wantage Township)‏ هي بلدة تقع في مقاطعة ساسكس في ولاية نيوجيرسي في الولايات المتحدة. اعتبارا من تعداد الولايات المتحدة لعام 2010، بلغ عدد سكان البلدة 11,358 نسمة، مما يعكس زيادة قدرها 971 نسمة (+9.3٪) من 10,387 نسمة التي تم إحصاؤها في تعداد عام 2000، والتي زادت بدورها بنسبة 900 نسمة (+9.5٪) من 9,487 نسمة التي تم إحصاؤها في تعداد عام 1990.
أُنشئت بلدة وانتج كمنطقة سكنية في 30 مايو 1754، من أجزاء من بلدة نيوتن. ضمنت كبلدة في 21 فبراير 1798، كجزء من المجموعة الأولية للولاية المكونة من 104 بلدة. رسمت حدودها بالتزامن مع بلدة فرانكفورد في كل من عامي 1826 و1834. اقتطعت أجزاء من البلدة في 14 أكتوبر 1891، لتشكيل بلدة ديكرتاون (التي غير اسمها إلى ساسكس بورو في عام 1902). سميت البلدة على اسم وانتج، البلدة التاريخية في إنجلترا.

## الجغرافيا
وفقا لمكتب تعداد الولايات المتحدة، بلغت المساحة الإجمالية للبلدة 67.48 ميلا مربعا (174.78 كم2)، بما في ذلك 66.76 ميلا مربعا (172.91 كم2) من الأرض و0.72 ميلا مربعا (1.87 كم2) من المياه (1.07٪).
تشمل المجتمعات والمحليات وأسماء الأماكن غير المسجلة الموجودة جزئيا أو كليا داخل البلدة كل من: بيمرفيل، وكولسفيل، وهانفورد، وبحيرة نيبالين، وبحيرة رذرفورد، ولويسبورغ، وليبرتيفيل، ومارتينز، وجبل سالم، وباباكاتينغ وبلامبسوك، وكواريفيل، وروكبورت، ورويس، ووودبورن.
روتان هيل، ويسمى أيضا التل البركاني، ويقع بالقرب من قسم بيمرفيل من بلدة وانتج، هو الموقع البركاني الوحيد في نيو جيرسي الذي كان نشطا آخر مرة منذ أكثر من 440 مليون سنة.
حدود وانتج هي حدود بلديات فرانكفورد، هارديستون، لافاييت، مونتاغ، سانديستون وفيرنون في مقاطعة ساسكس. وكل من غرينفيل ومينيسينك في مقاطعة أورانج، نيويورك.

## السياسة
اعتبارا من 23 مارس 2011، كان هناك ما مجموعه 7،397 ناخبا مسجلا في بلدة وانتج، منهم 969 (13.1٪ مقابل 16.5٪ على مستوى المقاطعة) تم تسجيلهم كديمقراطيين، و3،315 (44.8٪ مقابل 39.3٪) تم تسجيلهم كجمهوريين و3,104 (42.0٪ مقابل 44.1٪) تم تسجيلهم كغير منتسبين. كان هناك 9 ناخبين مسجلين كليبرتاريين أو خضر. من بين سكان تعداد البلدة لعام 2010، تم تسجيل 65.1٪ (مقابل 65.8٪ في مقاطعة ساسكس) للتصويت، بما في ذلك 86.8٪ من أولئك الذين تتراوح أعمارهم بين 18 عاما وما فوق (مقابل 86.5٪ على مستوى المقاطعة).

## التعليم
يلتحق طلاب المدارس العامة في رياض الأطفال حتى الصف الثامن بمدارس منطقة ساسكس وانتج التعليمية الإقليمية، جنبا إلى جنب مع طلاب من ساسكس بورو. اعتبارا من العام الدراسي 2019-2020، كان لدى المقاطعة، التي تتألف من ثلاث مدارس، 1049 طالبا و99.0 معلما في الفصول الدراسية (على أساس FTE)، لنسبة الطلاب إلى المعلمين 10.6: 1. المدارس في المقاطعة (مع بيانات التسجيل 2019-20 من المركز الوطني لإحصاءات التعليم) هي: مدرسة كليفتون إي لورانس في وانتج، مع 376 طالبا في الصفوف K-2، ومدرسة وانتج الابتدائية في وانتج، مع 340 طالبا في الصفوف 3-5، ومدرسة ساسكس المتوسطة في ساسكس، مع 328 طالبا في الصفوف 6-8.

## النقل

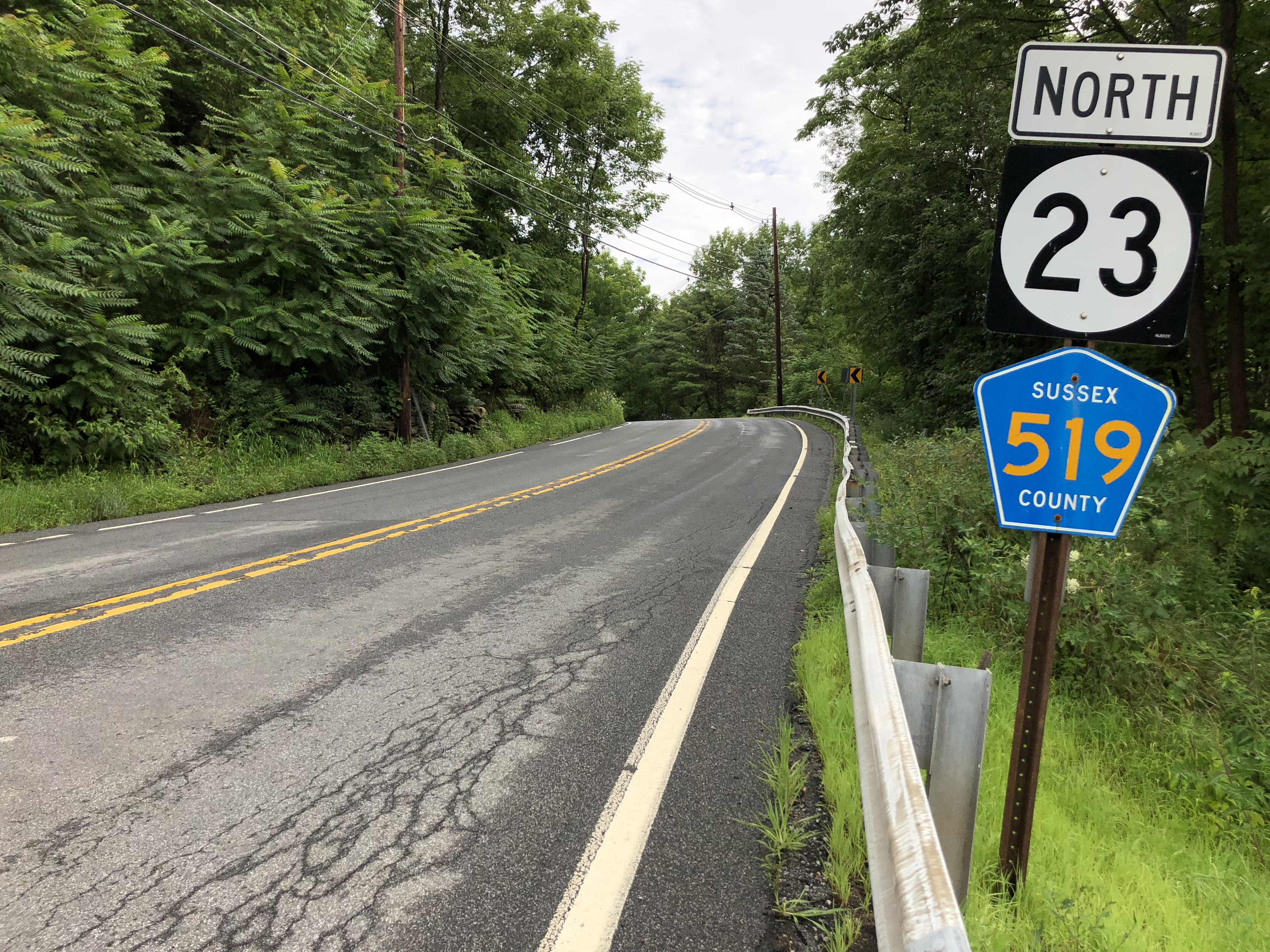
تقاطع الطريق 23 و519 المتجه شمالا في بلدة وانتج

اعتبارا من مايو 2010، كان لدى البلدة ما مجموعه 172.15 ميلا (277.05 كم) من الطرق، منها 119.72 ميلا (192.67 كم) تم الحفاظ عليها من قبل البلدية، و 35.31 ميلا (56.83 كم) من قبل مقاطعة ساسكس و17.12 ميلا (27.55 كم) من قبل وزارة النقل في نيو جيرسي.

### طيران
يقع مطار ساسكس، وهو مطار طيران عام صغير، في بلدة وانتج.

## مصانع النبيذ
مصنع فينتيميليا فينيارد. افتتح للجمهور في عام 2008.

## وصلات خارجية
- الموقع الرسمي